# Ichneumon
En la literatura medieval, l'ichneumon o echinemon era l'enemic del drac. Quan veia un drac, l'ichneumon es cobria de fang i tapava els seus orificis nasals amb la seva cua, i l'atacava i el matava. Alguns consideren que també era enemic del cocodril i l'escurçó, i els atacava de la mateixa mantera.
La paraula grega traduïda com "ichneumon" va ser el nom utilitzar per designar la rata del Faraó (en anglès, pharaoh's rat), mangosta o mangosta egípcia, la qual atacava les serps. També vol dir llúdria.